# Krépin Diatta
Pour les articles homonymes, voir Diatta.
Krépin Diatta, né le 25 février 1999 à Dakar au Sénégal, est un footballeur international sénégalais, qui joue au poste d'ailier ou de latéral au sein de l'AS Monaco en Ligue 1.

## Biographie

### En club
Krepin Diatta commence sa carrière dans le club de Santhiaba de Ziguinchor. Il rejoint par la suite le club d'Oslo Football Académie de Dakar en 2016 pour continuer sa marge de progression.
Le 21 janvier 2021, il s'engage pour cinq ans avec l'AS Monaco. Il joue son premier match lors de la 21e journée de Ligue 1, ce match se solde par une victoire monégasque contre l'Olympique de Marseille.
Le 17 septembre 2021, il marque un but de la tête, offrant ainsi la victoire à son équipe contre le Sturm Graz pour le compte de la première journée de phase de groupe de la Ligue Europa. Le 19 novembre 2021, il relance son équipe bien mal embarquée contre Lille d'une frappe du gauche au ras du poteau pour son premier but en Ligue 1. Lors de ce match, il se blesse gravement et est contraint de rester à l'infirmerie de nombreux mois en raison d'une lésion du ligament croisé antérieur du genou gauche. 
Le 7 août 2022, il effectue son retour à la compétition lors de la 1ère journée de Ligue 1 avec une frappe magnifique de l'extérieur de la surface à la suite d'un corner, participant ainsi à la victoire 2-1 sur le terrain du RC Strasbourg. Lors de l'interview à la mi-temps il revient sur sa période de blessure et se confie sur le soutien psychologique de ses coéquipiers qu'il compare à des frères. Il joue régulièrement pendant les matches qui suivent, malheureusement,  il n'est que très peu décisif jusqu'à la journée 19 où il permet à son équipe de l'emporter 7-1 contre l'AC Ajaccio avec au passage un but et une passe décisive involontaire sans oublier un pénalty obtenu. Pour le compte des 16èmes de finale de la Ligue Europa, sur le terrain du Bayer Leverkusen, il est l'auteur d'un but sensationnel grâce à un enroulé du pied gauche qui rentre dans le petit filet opposé. Malheureusement, au match retour, son équipe se fait éliminer aux tirs au but. Lors de la 28ème journée, il marque son troisième but de la saison en championnat sur le terrain de l'AC Ajaccio d'un subtil lob. Le 16 avril 2023, il marque un nouveau but contre le FC Lorient de la poitrine. Quelques jours après la défaite cinglante sur le terrain du RC Lens 3-0, matchh pendant lequel il ne réussit qu'un dribble, il en vient aux mains à l'entraînement avec son coach Philippe Clement, il perdra sa place de titulaire par la suite et ne fera que quelques entrées en jeu. Le 27 mai 2023, il entre en jeu sur le terrain du Stade Rennais mais ne peut rien changer à la défaite de son équipe dans ce match crucial pour l'Europe. Il ne montre rien après son entrée et beaucoup de nervosité. Malgré son apport inexistant, il prend la parole après-match pour critiquer ses coéquipiers qui, selon lui, sont responsables de la mauvaise passe de son équipe et de la possible non-qualification pour une compétition européenne. Le 21 avril 2024, il donne une passe décisive lors de la victoire contre le Stade Brestois pour le compte de la 30ème journée de Ligue 1.
Le 5 octobre 2024, lors de la 7ème journée de Ligue 1, il participe à son centième match avec Monaco.

### En équipe nationale

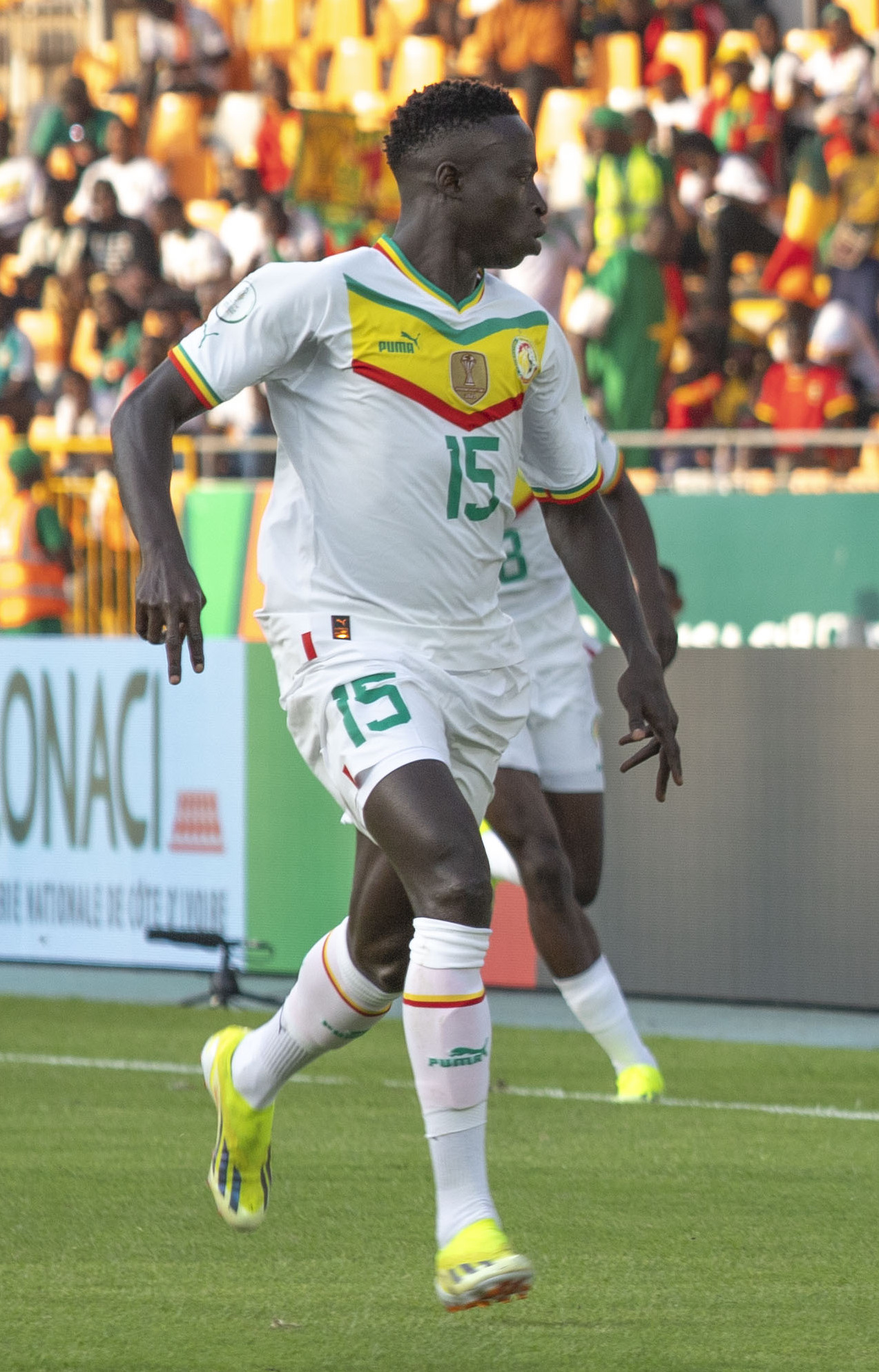
Diatta en 2024

Avec les moins de 20 ans, il participe à la Coupe d'Afrique des nations des moins de 20 ans en 2017. Lors de cette compétition, il joue cinq matchs. Il marque deux buts, contre l'Afrique du Sud et le Cameroun en phase de groupe. Il délivre également deux passes décisives lors de la phase de poule, contre le Soudan et l'Afrique du Sud. Le Sénégal atteint la finale du tournoi, en s'inclinant face à la Zambie.
Quelques jours après la fin du tournoi, il est l'auteur d'un doublé lors d'un match amical face au Portugal (victoire 0-3). Il dispute ensuite quelques semaines plus tard la Coupe du monde des moins de 20 ans organisée en Corée du Sud. Lors du mondial junior, il joue trois matchs, contre l'Arabie saoudite, les États-Unis et l'Équateur. Le Sénégal s'incline en huitièmes face au Mexique.
Il marque son premier but avec la sélection sénégalaise lors de la Coupe d’Afrique des nations 2019 lors d’une rencontre contre la Tanzanie. Le 11 novembre 2022, il est sélectionné par Aliou Cissé pour participer à la Coupe du monde 2022.
Le 29 décembre 2023, il est retenu dans la liste des vingt-sept joueurs sénégalais sélectionnés par Aliou Cissé pour disputer la Coupe d'Afrique des nations 2023.

## Statistiques
| Saison                | Club                  | Championnat           | Championnat | Championnat | Championnat | Coupe(s) nationale(s) | Coupe(s) nationale(s) | Coupe(s) nationale(s) | Supercoupe | Supercoupe | Supercoupe | Compétition(s) continentale(s) | Compétition(s) continentale(s) | Compétition(s) continentale(s) | Compétition(s) continentale(s) | Total | Total | Total |
| Saison                | Club                  | Division              | M.          | B.          | P.d.        | M.                    | B.                    | P.d.                  | M.         | B.         | P.d.       | Comp.                          | M.                             | B.                             | P.d.                           | M.    | B.    | P.d.  |
| 2017                  | Sarpsborg 08 FF       | Eliteserien           | 22          | 3           | 6           | 5                     | 5                     | 0                     | -          | -          | -          | -                              | -                              | -                              | -                              | 27    | 8     | 6     |
| Sous-total            | Sous-total            | Sous-total            | 22          | 3           | 6           | 5                     | 5                     | 0                     | -          | -          | -          | -                              | 0                              | 0                              | 0                              | 27    | 8     | 6     |
| 2017-2018             | Club Bruges           | Jupiler Pro League    | 8           | 0           | 0           | -                     | -                     | -                     | -          | -          | -          | -                              | -                              | -                              | -                              | 8     | 0     | 0     |
| 2018-2019             | Club Bruges           | Jupiler Pro League    | 23          | 2           | 5           | -                     | -                     | -                     | 1          | 0          | 0          | C1+C3                          | 2+2                            | 0+0                            | 0                              | 28    | 2     | 5     |
| 2019-2020             | Club Bruges           | Jupiler Pro League    | 22          | 6           | 3           | 4                     | 1                     | 0                     | -          | -          | -          | C1+C3                          | 8+1                            | 1+0                            | 0                              | 35    | 8     | 3     |
| 2020-2021             | Club Bruges           | Jupiler Pro League    | 19          | 10          | 2           | -                     | -                     | -                     | -          | -          | -          | C1                             | 5                              | 0                              | 0                              | 24    | 10    | 2     |
| Sous-total            | Sous-total            | Sous-total            | 72          | 18          | 10          | 4                     | 1                     | 0                     | 1          | 0          | 0          | -                              | 18                             | 1                              | 0                              | 95    | 20    | 10    |
| 2020-2021             | AS Monaco             | Ligue 1               | 12          | 1           | 0           | 4                     | 0                     | 0                     | -          | -          | -          | -                              | -                              | -                              | -                              | 16    | 1     | 0     |
| 2021-2022             | AS Monaco             | Ligue 1               | 8           | 1           | 0           | -                     | -                     | -                     | -          | -          | -          | C1+C3                          | 2+3                            | 0+1                            | 0                              | 13    | 2     | 0     |
| 2022-2023             | AS Monaco             | Ligue 1               | 31          | 4           | 2           | 1                     | 0                     | 0                     | -          | -          | -          | C1+C3                          | 2+8                            | 0+1                            | 0+2                            | 42    | 5     | 4     |
| 2023-2024             | AS Monaco             | Ligue 1               | 26          | 0           | 2           | -                     | -                     | -                     | -          | -          | -          | -                              | -                              | -                              | -                              | 26    | 0     | 2     |
| 2024-2025             | AS Monaco             | Ligue 1               | 19          | 0           | 0           | 1                     | 0                     | -                     | -          | -          | -          | C1                             | 4                              | 0                              | 0                              | 24    | 0     | 0     |
| Sous-total            | Sous-total            | Sous-total            | 96          | 6           | 4           | 6                     | 0                     | 0                     | -          | -          | -          | -                              | 19                             | 2                              | 2                              | 121   | 8     | 6     |
| Total sur la carrière | Total sur la carrière | Total sur la carrière | 190         | 27          | 20          | 15                    | 6                     | 0                     | 1          | 0          | 0          | -                              | 37                             | 3                              | 2                              | 243   | 36    | 22    |

## En équipe nationale
| Saison                | Sélection             | Phases finales        | Phases finales | Phases finales | Phases finales | Éliminatoires | Éliminatoires | Éliminatoires | Matchs amicaux | Matchs amicaux | Matchs amicaux | Total | Total | Total |
| Saison                | Sélection             | Compétition           | M              | B              | Pd             | M             | B             | Pd            | M              | B              | Pd             | M     | B     | Pd    |
| --------------------- | --------------------- | --------------------- | -------------- | -------------- | -------------- | ------------- | ------------- | ------------- | -------------- | -------------- | -------------- | ----- | ----- | ----- |
| 2018-2019             | Sénégal               | CAN 2019              | 7              | 1              | 0              | 1             | 0             | 0             | 2              | 0              | 0              | 10    | 1     | 0     |
| 2019-2020             | Sénégal               | -                     | -              | -              | -              | 2             | 0             | 2             | 1              | 0              | 0              | 3     | 0     | 2     |
| 2020-2021             | Sénégal               | -                     | -              | -              | -              | 4             | 0             | 0             | 3              | 1              | 0              | 7     | 1     | 0     |
| 2021-2022             | Sénégal               | -                     | -              | -              | -              | 4             | 0             | 0             | -              | -              | -              | 4     | 0     | 0     |
| 2022-2023             | Sénégal               | Coupe du monde 2022   | 3              | 0              | 0              | 3             | 0             | 0             | 3              | 0              | 0              | 9     | 0     | 0     |
| 2023-2024             | Sénégal               | CAN 2024              | 4              | 0              | 1              | 2             | 0             | 0             | 3              | 0              | 0              | 9     | 0     | 1     |
| 2024-2025             | Sénégal               | -                     | -              | -              | -              | 4             | 0             | 0             | 2              | 0              | 0              | 6     | 0     | 0     |
| Total sur la carrière | Total sur la carrière | Total sur la carrière | 14             | 1              | 1              | 20            | 0             | 2             | 14             | 1              | 0              | 48    | 2     | 3     |

### Liste des matches internationaux
| Matches internationaux de Krépin Diatta | Matches internationaux de Krépin Diatta | Matches internationaux de Krépin Diatta                   | Matches internationaux de Krépin Diatta | Matches internationaux de Krépin Diatta | Matches internationaux de Krépin Diatta | Matches internationaux de Krépin Diatta                            |
|                                         | Date                                    | Lieu                                                      | Adversaire                              | Résultat                                | Compétition                             | Notes                                                              |
| --------------------------------------- | --------------------------------------- | --------------------------------------------------------- | --------------------------------------- | --------------------------------------- | --------------------------------------- | ------------------------------------------------------------------ |
| 1.                                      | 23 mars 2019                            | Stade Lat-Dior, Thiès, Sénégal                            | Madagascar                              | 2 - 0                                   | Éliminatoires CAN 2019                  | Titulaire et remplacé par Alfred N'Diaye à la 75e minute de jeu.   |
| 2.                                      | 26 mars 2019                            | Stade Léopold-Sédar-Senghor, Dakar, Sénégal               | Mali                                    | 2 - 1                                   | Match amical                            | Entré en jeu à la place d'Alfred N'Diaye à la 46e minute de jeu.   |
| 3.                                      | 16 juin 2019                            | Stade d'Ismaïlia, Ismaïlia, Égypte                        | Nigeria                                 | 1 - 0                                   | Match amical                            | Titulaire et remplacé par Henri Saivet à la 70e minute de jeu.     |
| 4.                                      | 23 juin 2019                            | Stade du 30 Juin, Le Caire, Égypte                        | Tanzanie                                | 2 - 0                                   | CAN 2019                                | Titulaire.                                                         |
| 5.                                      | 27 juin 2019                            | Stade du 30 Juin, Le Caire, Égypte                        | Algérie                                 | 0 - 1                                   | CAN 2019                                | Titulaire et remplacé par Mbaye Diagne à la 73e minute de jeu.     |
| 6.                                      | 1er juillet 2019                        | Stade du 30 Juin, Le Caire, Égypte                        | Kenya                                   | 0 - 3                                   | CAN 2019                                | Entré en jeu à la place d'Idrissa Gueye à la 80e minute de jeu.    |
| 7.                                      | 5 juillet 2019                          | Stade international du Caire, Le Caire, Égypte            | Ouganda                                 | 0 - 1                                   | CAN 2019                                | Entré en jeu à la place d'Henri Saivet à la 81e minute de jeu.     |
| 8.                                      | 10 juillet 2019                         | Stade du 30 Juin, Le Caire, Égypte                        | Bénin                                   | 1 - 0                                   | CAN 2019                                | Entré en jeu à la place de Keita Baldé à la 65e minute de jeu.     |
| 9.                                      | 14 juillet 2019                         | Stade du 30 Juin, Le Caire, Égypte                        | Tunisie                                 | 1 - 0 a.p.                              | CAN 2019                                | Titulaire et remplacé par Ismaïla Sarr à la 68e minute de jeu.     |
| 10.                                     | 19 juillet 2019                         | Stade international du Caire, Le Caire, Égypte            | Algérie                                 | 0 - 1                                   | CAN 2019                                | Entré en jeu à la place de Badou Ndiaye à la 59e minute de jeu.    |
| 11.                                     | 10 octobre 2019                         | Stade national de Singapour, Singapour                    | Brésil                                  | 1 - 1                                   | Match amical                            | Titulaire                                                          |
| 12.                                     | 13 novembre 2019                        | Stade Lat-Dior, Thiès, Sénégal                            | Congo                                   | 2 - 0                                   | Éliminatoires CAN 2021                  | Titulaire.                                                         |
| 13.                                     | 17 novembre 2019                        | Mavuso Sports Centre, Manzini, Eswatini                   | Eswatini                                | 1 - 4                                   | Éliminatoires CAN 2021                  | Titulaire.                                                         |
| 14.                                     | 9 octobre 2020                          | Complexe sportif Moulay-Abdallah, Rabat, Maroc            | Maroc                                   | 3 - 1                                   | Match amical                            | Titulaire et remplacé par Opa Nguette à la 85e minute de jeu.      |
| 15.                                     | 11 novembre 2020                        | Stade Lat-Dior, Thiès, Sénégal                            | Guinée-Bissau                           | 2 - 0                                   | Éliminatoires CAN 2021                  | Titulaire et remplacé par Moustapha Name à la 90e minute de jeu.   |
| 16.                                     | 15 novembre 2020                        | Stade du 24-Septembre, Bissau, Guinée-Bissau              | Guinée-Bissau                           | 0 - 1                                   | Éliminatoires CAN 2021                  | Titulaire.                                                         |
| 17.                                     | 26 mars 2021                            | Stade Alphonse-Massamba-Débat, Brazzaville, Congo         | Congo                                   | 0 - 0                                   | Éliminatoires CAN 2021                  | Titulaire.                                                         |
| 18.                                     | 30 mars 2021                            | Stade Lat-Dior, Thiès, Sénégal                            | Eswatini                                | 1 - 1                                   | Éliminatoires CAN 2021                  | Titulaire.                                                         |
| 19.                                     | 5 juin 2021                             | Stade Lat-Dior, Thiès, Sénégal                            | Zambie                                  | 3 - 1                                   | Match amical                            | Titulaire et remplacé par Keita Baldé à la 60e minute de jeu.      |
| 20.                                     | 8 juin 2021                             | Stade Lat-Dior, Thiès, Sénégal                            | Cap-Vert                                | 2 - 0                                   | Match amical                            | Titulaire.                                                         |
| 21.                                     | 7 septembre 2021                        | Stade Alphonse-Massamba-Débat, Brazzaville, Congo         | Congo                                   | 1 - 3                                   | Éliminatoires Coupe du monde 2022       | Entré en jeu à la place d'Abdallah Sima à la 62e minute de jeu.    |
| 22.                                     | 9 octobre 2021                          | Stade Lat-Dior, Thiès, Sénégal                            | Namibie                                 | 4 - 1                                   | Éliminatoires Coupe du monde 2022       | Titulaire et remplacé par Keita Baldé à la 49e minute de jeu.      |
| 23.                                     | 11 novembre 2021                        | Stade de Kégué, Lomé, Togo                                | Togo                                    | 1 - 1                                   | Éliminatoires Coupe du monde 2022       | Titulaire et remplacé par Habib Diallo à la 76e minute de jeu.     |
| 24.                                     | 14 novembre 2021                        | Stade Lat-Dior, Thiès, Sénégal                            | Congo                                   | 2 - 0                                   | Éliminatoires Coupe du monde 2022       | Titulaire.                                                         |
| 25.                                     | 24 septembre 2022                       | Stade de la Source, Orléans, France                       | Bolivie                                 | 2 - 0                                   | Match amical                            | Titulaire et remplacé par Demba Seck à la 75e minute de jeu.       |
| 26.                                     | 27 septembre 2022                       | motion_invest Arena, Maria Enzersdorf, Autriche           | Iran                                    | 1 - 1                                   | Match amical                            | Titulaire et remplacé par Bamba Dieng à la 76e minute de jeu.      |
| 27.                                     | 21 novembre 2022                        | Stade Al-Thumama, Doha, Qatar                             | Pays-Bas                                | 0 - 2                                   | Coupe du monde 2022                     | Titulaire et remplacé par Nicolas Jackson à la 73e minute de jeu.  |
| 28.                                     | 25 novembre 2022                        | Stade Al-Thumama, Doha, Qatar                             | Qatar                                   | 1 - 3                                   | Coupe du monde 2022                     | Titulaire et remplacé par Pathé Ciss à la 64e minute de jeu.       |
| 29.                                     | 4 décembre 2022                         | Stade Al-Bayt, Al-Khor, Qatar                             | Angleterre                              | 3 - 0                                   | Coupe du monde 2022                     | Titulaire et remplacé par Pape Matar Sarr à la 46e minute de jeu.  |
| 30.                                     | 24 mars 2023                            | Stade Abdoulaye-Wade, Diamniadio, Sénégal                 | Mozambique                              | 5 - 1                                   | Éliminatoires CAN 2023                  | Entré en jeu à la place de Pape Matar Sarr à la 64e minute de jeu. |
| 31.                                     | 28 mars 2023                            | Stade national de Maputo, Maputo, Mozambique              | Mozambique                              | 0 - 1                                   | Éliminatoires CAN 2023                  | Entré en jeu à la place d'Iliman Ndiaye à la 85e minute de jeu.    |
| 32.                                     | 17 juin 2023                            | Stade de l’Amitié Général Mathieu Kérékou, Cotonou, Bénin | Bénin                                   | 1 - 1                                   | Éliminatoires CAN 2023                  | Titulaire et remplacé par Idrissa Gueye à la 87e minute de jeu.    |
| 33.                                     | 20 juin 2023                            | Estádio José Alvalade XXI, Lisbonne, Portugal             | Brésil                                  | 2 - 4                                   | Match amical                            | Entré en jeu à la place de Pape Gueye à la 83e minute de jeu.      |
| 34.                                     | 12 septembre 2023                       | Stade Abdoulaye-Wade, Diamniadio, Sénégal                 | Algérie                                 | 0 - 1                                   | Match amical                            | Entré en jeu à la place de Youssouf Sabaly à la 62e minute de jeu. |
| 35.                                     | 16 octobre 2023                         | Stade Bollaert-Delelis, Lens, France                      | Cameroun                                | 1 - 0                                   | Match amical                            | Titulaire.                                                         |
| 36.                                     | 18 novembre 2023                        | Stade Abdoulaye-Wade, Diamniadio, Sénégal                 | Soudan du Sud                           | 4 - 0                                   | Éliminatoires Coupe du monde 2026       | Titulaire et remplacé par Formose Mendy à la 63e minute de jeu.    |
| 37.                                     | 21 novembre 2023                        | Stade de Kégué, Lomé, Togo                                | Togo                                    | 0 - 0                                   | Éliminatoires Coupe du monde 2026       | Titulaire.                                                         |
| 38.                                     | 8 janvier 2024                          | Stade Abdoulaye-Wade, Diamniadio, Sénégal                 | Niger                                   | 1 - 0                                   | Match amical                            | Titulaire et remplacé par Formose Mendy à la 60e minute de jeu.    |
| 39.                                     | 15 janvier 2024                         | Stade Charles-Konan-Banny, Yamoussoukro, Côte d'Ivoire    | Gambie                                  | 3 - 0                                   | CAN 2023                                | Titulaire.                                                         |
| 40.                                     | 19 janvier 2024                         | Stade Charles-Konan-Banny, Yamoussoukro, Côte d'Ivoire    | Cameroun                                | 3 - 1                                   | CAN 2023                                | Titulaire.                                                         |
| 41.                                     | 23 janvier 2024                         | Stade Charles-Konan-Banny, Yamoussoukro, Côte d'Ivoire    | Guinée                                  | 0 - 2                                   | CAN 2023                                | Titulaire.                                                         |
| 42.                                     | 30 janvier 2024                         | Stade Charles-Konan-Banny, Yamoussoukro, Côte d'Ivoire    | Côte d'Ivoire                           | 1 - 1 a.p. (4 tab à 5)                  | CAN 2023                                | Titulaire.                                                         |
| 43.                                     | 15 novembre 2024                        | Stade du 26-Mars, Bamako, Mali                            | Burkina Faso                            | 0 - 1                                   | Éliminatoires CAN 2025                  | Titulaire.                                                         |
| 44.                                     | 19 novembre 2024                        | Stade Abdoulaye-Wade, Diamniadio, Sénégal                 | Burundi                                 | 2 - 0                                   | Éliminatoires CAN 2025                  | Titulaire.                                                         |
| 45.                                     | 22 mars 2025                            | Benina Martyrs Stadium, Benghazi, Libye                   | Soudan                                  | 0 - 0                                   | Éliminatoires Coupe du monde 2026       | Titulaire.                                                         |
| 46.                                     | 25 mars 2025                            | Stade Abdoulaye-Wade, Diamniadio, Sénégal                 | Togo                                    | 2 - 0                                   | Éliminatoires Coupe du monde 2026       | Titulaire.                                                         |
| 47.                                     | 6 juin 2025                             | Aviva Stadium, Dublin, Irlande                            | République d'Irlande                    | 1 - 1                                   | Match amical                            | Titulaire et remplacé par Lamine Camara à la 63e minute de jeu.    |
| 48.                                     | 10 juin 2025                            | City Ground, Nottingham, Angleterre                       | Angleterre                              | 1 - 3                                   | Match amical                            | Titulaire.                                                         |

#### Buts internationaux
| Buts en sélection de Krépin Diatta | Buts en sélection de Krépin Diatta | Buts en sélection de Krépin Diatta | Buts en sélection de Krépin Diatta | Buts en sélection de Krépin Diatta | Buts en sélection de Krépin Diatta | Buts en sélection de Krépin Diatta | Buts en sélection de Krépin Diatta |
| #                                  | Date                               | Lieu                               | Adversaire                         | Score                              | Résultat                           | Compétition                        |                                    |
| ---------------------------------- | ---------------------------------- | ---------------------------------- | ---------------------------------- | ---------------------------------- | ---------------------------------- | ---------------------------------- | ---------------------------------- |
| 1.                                 | 23 juin 2019                       | Stade du 30 Juin, Le Caire, Égypte | Tanzanie                           | 2 - 0                              | 2 - 0                              | CAN 2019                           |                                    |
| 2.                                 | 5 juin 2021                        | Stade Lat-Dior, Thiès, Sénégal     | Zambie                             | 2 - 0                              | 3 - 1                              | Match amical                       |                                    |

## Palmarès

### Palmarès collectif
| Sarpsborg 08 FF                        | Club Bruges KV (4) | AS Monaco                                                                           | Sénégal -20 ans                                  |
| -------------------------------------- | --- | ----------------------------------------------------------------------------------- | ------------------------------------------------ |
| - Coupe de Norvège - Finaliste : 2017. | - Championnat de Belgique - Champion : 2018, 2020, 2021 - Vice-champion : 2019 - Supercoupe de Belgique - Vainqueur : 2018 - Coupe de Belgique - Finaliste : 2020 | - Coupe de France - Finaliste : 2021 - Championnat de France - Vice-champion : 2024 | - Coupe d'Afrique des nations - Finaliste : 2017 |

### Distinctions personnelles
- Élu homme du match lors de sa grande première en phases finales de Coupe d’Afrique des Nations 2019 face à la sélection tanzanienne
- L'équipe-type de la Membre de l'équipe-type de la CAN U20 2017
- Élu meilleur espoir du championnat de Norvège en 2017[19]